# Champien
Champien és un municipi francès situat al departament del Somme i a la regió dels Alts de França. L'any 2007 tenia 292 habitants.

## Demografia

### Població

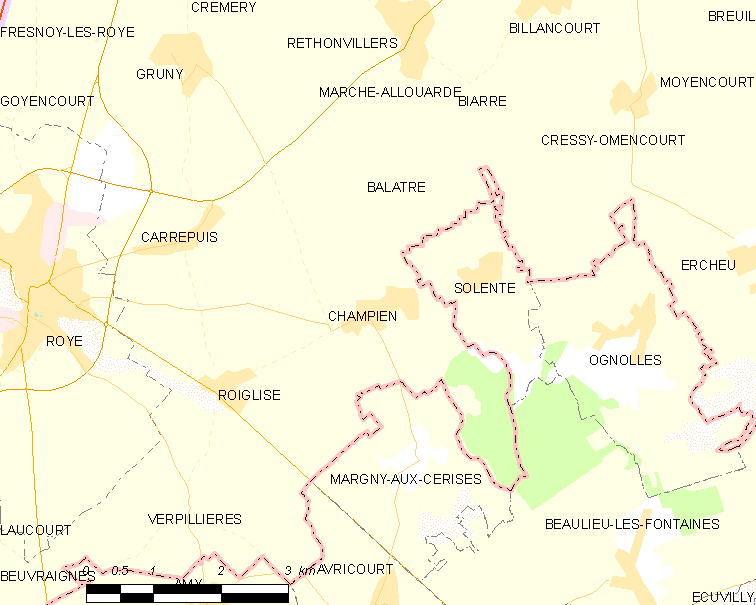

El 2007 la població de fet de Champien era de 292 persones. Hi havia 95 famílies de les quals 24 eren unipersonals (12 homes vivint sols i 12 dones vivint soles), 24 parelles sense fills, 31 parelles amb fills i 16 famílies monoparentals amb fills.
La població ha evolucionat segons el següent gràfic:
Habitants censats

### Habitatges
El 2007 hi havia 111 habitatges, 106 eren l'habitatge principal de la família i 5 estaven desocupats. Tots els 111 habitatges eren cases. Dels 106 habitatges principals, 93 estaven ocupats pels seus propietaris, 8 estaven llogats i ocupats pels llogaters i 5 estaven cedits a títol gratuït; 3 tenien dues cambres, 8 en tenien tres, 26 en tenien quatre i 70 en tenien cinc o més. 77 habitatges disposaven pel capbaix d'una plaça de pàrquing. A 40 habitatges hi havia un automòbil i a 54 n'hi havia dos o més.

### Piràmide de població

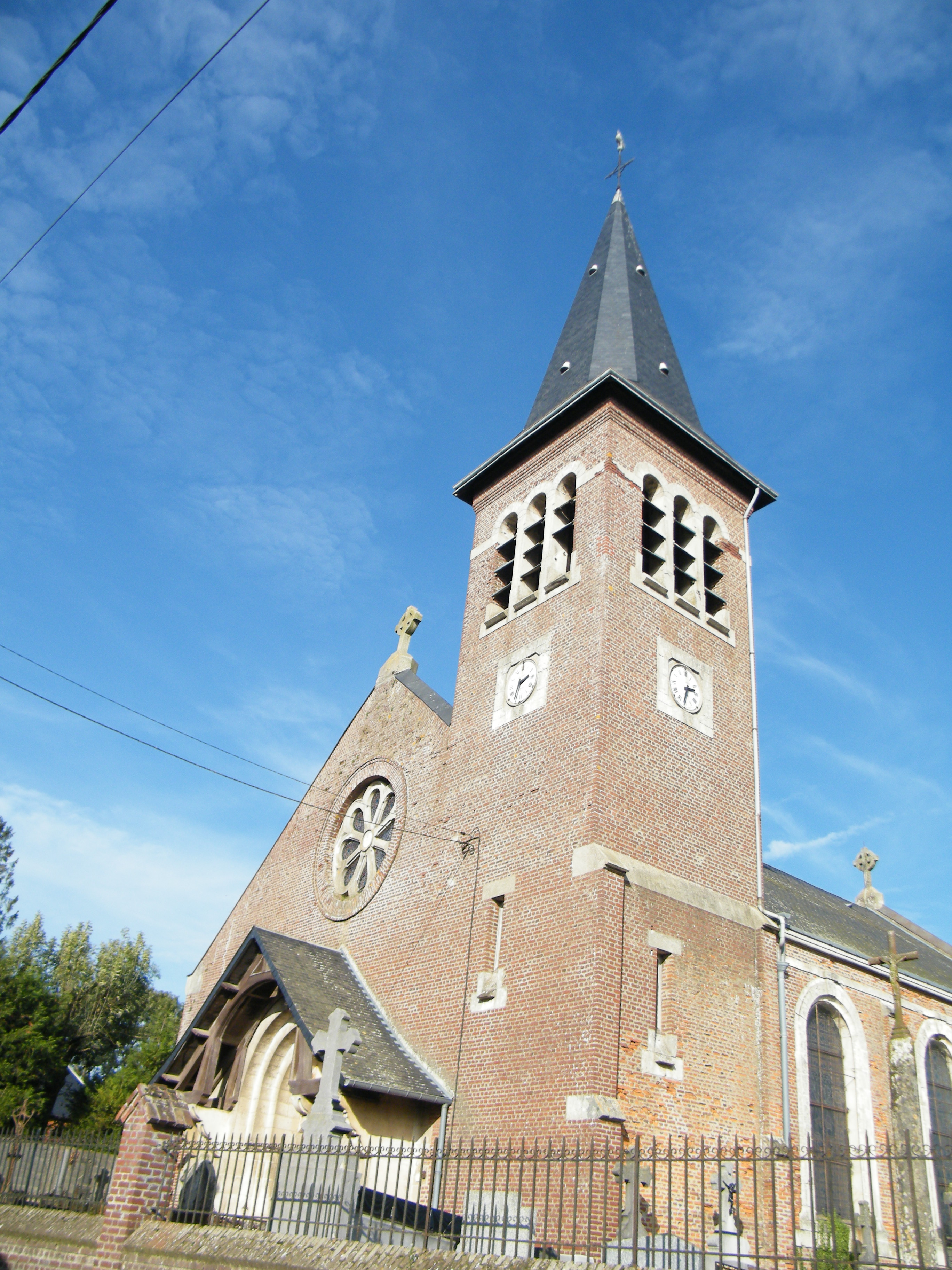

La piràmide de població per edats i sexe el 2009 era:
| Homes | Edats   | Dones |
| ----- | ------- | ----- |
| 0     | 95 o +  | 0     |
| 0     | 90 a 94 | 4     |
| 0     | 85 a 89 | 0     |
| 0     | 80 a 84 | 0     |
| 0     | 75 a 79 | 0     |
| 4     | 70 a 74 | 0     |
| 4     | 65 a 69 | 8     |
| 20    | 60 a 64 | 4     |
| 0     | 55 a 59 | 8     |
| 4     | 50 a 54 | 12    |
| 20    | 45 a 49 | 4     |
| 0     | 40 a 44 | 4     |
| 8     | 35 a 39 | 8     |
| 12    | 30 a 34 | 16    |
| 8     | 25 a 29 | 8     |
| 4     | 20 a 24 | 4     |
| 12    | 15 a 19 | 4     |
| 8     | 10 a 14 | 20    |
| 12    | 5 a 9   | 16    |
| 4     | 0 a 4   | 16    |

## Economia

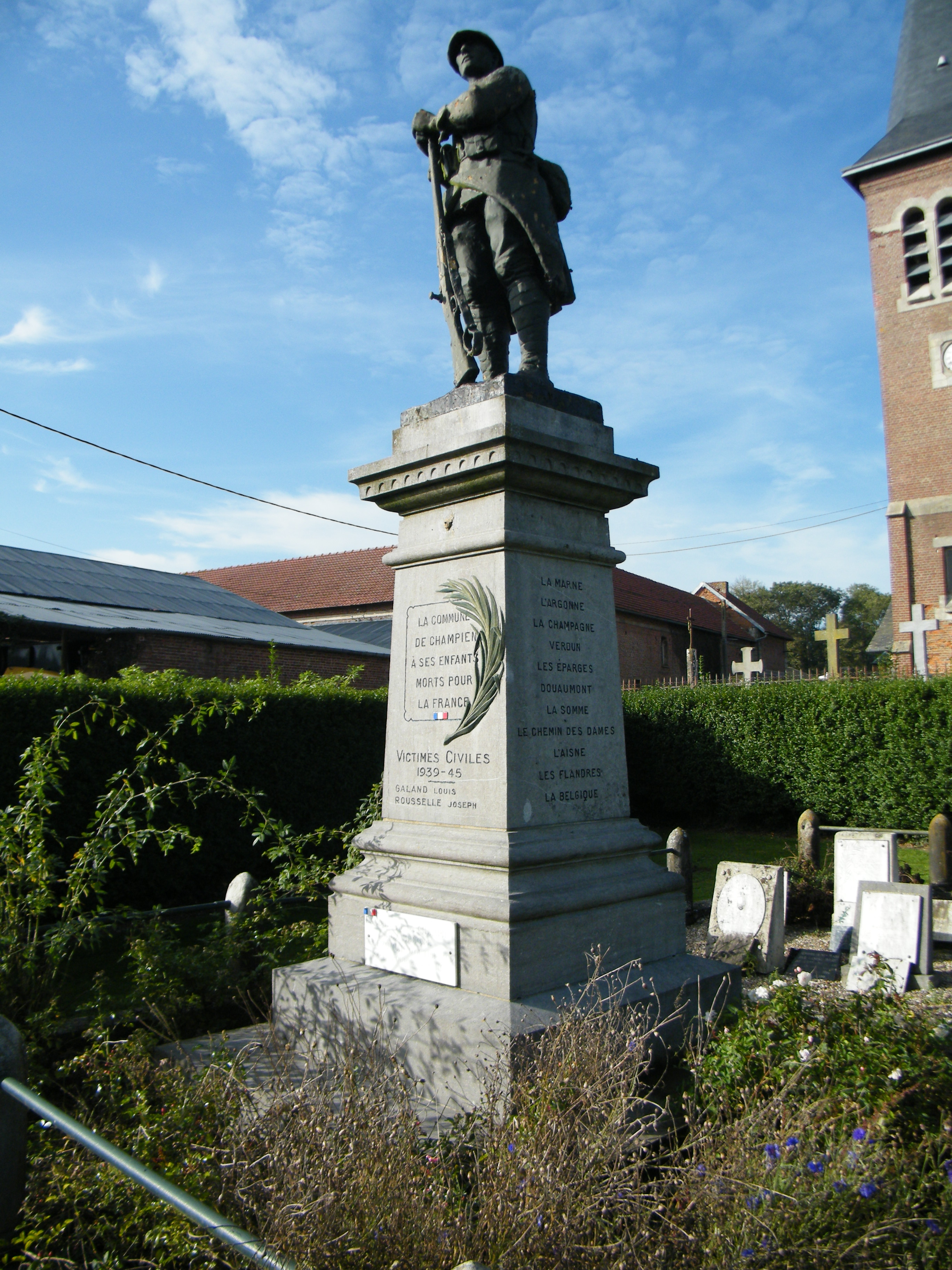

El 2007 la població en edat de treballar era de 205 persones, 149 eren actives i 56 eren inactives. De les 149 persones actives 139 estaven ocupades (77 homes i 62 dones) i 11 estaven aturades (5 homes i 6 dones). De les 56 persones inactives 15 estaven jubilades, 25 estaven estudiant i 16 estaven classificades com a «altres inactius».

### Ingressos

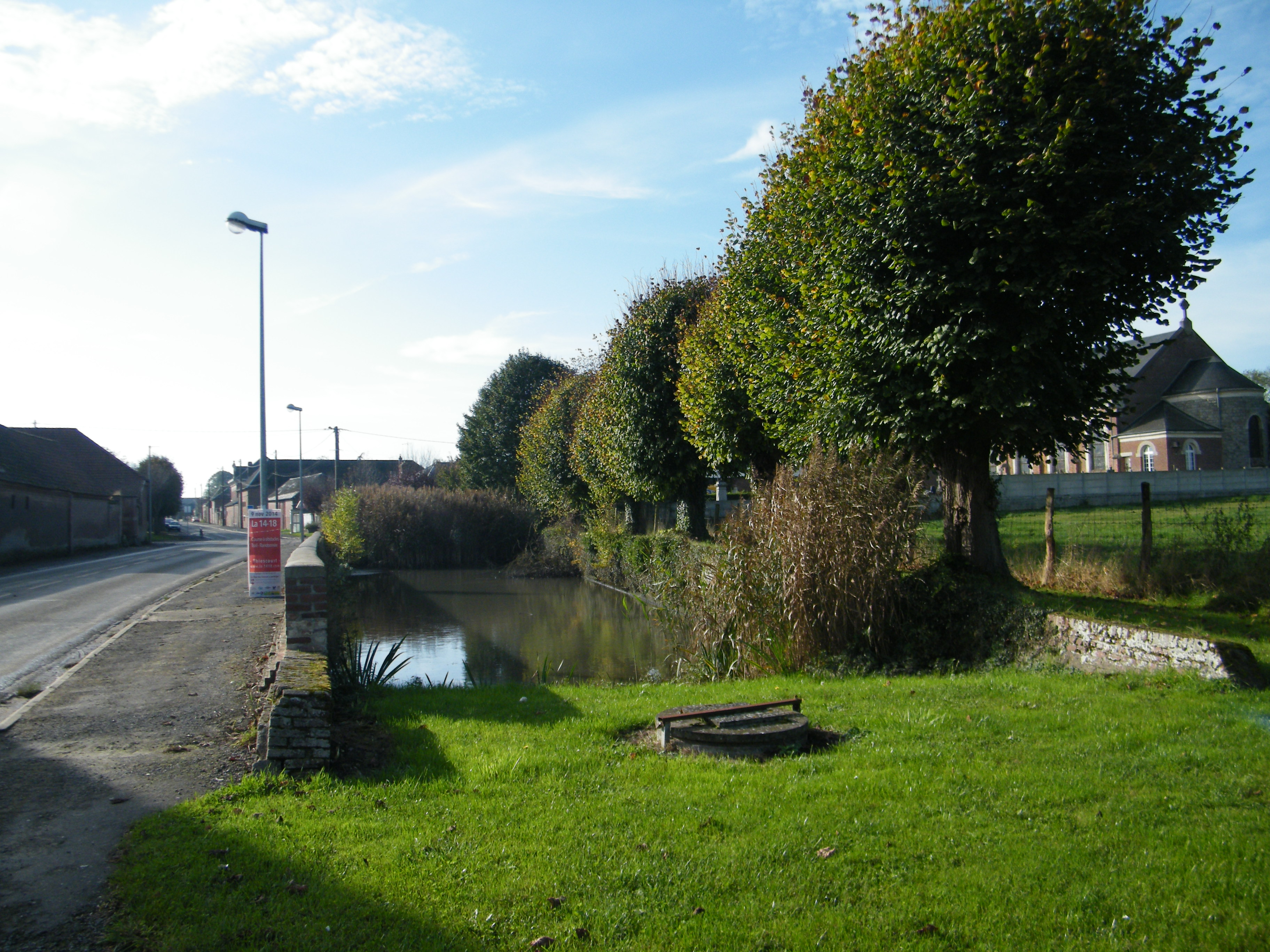

El 2009 a Champien hi havia 105 unitats fiscals que integraven 283,5 persones, la mediana anual d'ingressos fiscals per persona era de 18.090 €.

### Activitats econòmiques
Dels 7 establiments que hi havia el 2007, 1 era d'una empresa extractiva, 2 d'empreses de construcció, 3 d'empreses de comerç i reparació d'automòbils i 1 d'una empresa de transport.
Els 2 serveis als particulars que hi havia el 2009 eren electricistes.
L'any 2000 a Champien hi havia 5 explotacions agrícoles.

## Equipaments sanitaris i escolars

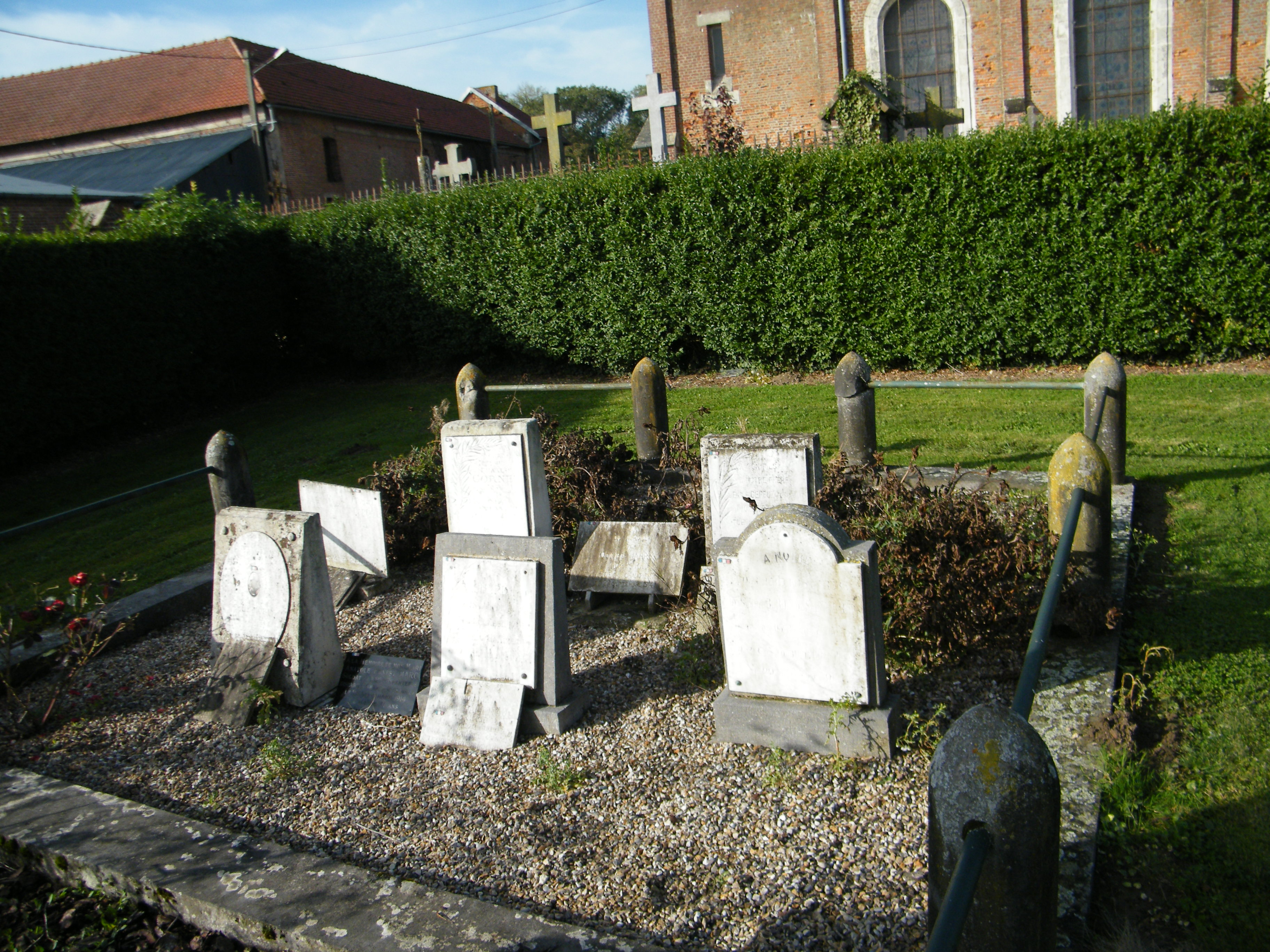

El 2009 hi havia una escola maternal integrada dins d'un grup escolar amb les comunes properes formant una escola dispersa.

## Poblacions més properes

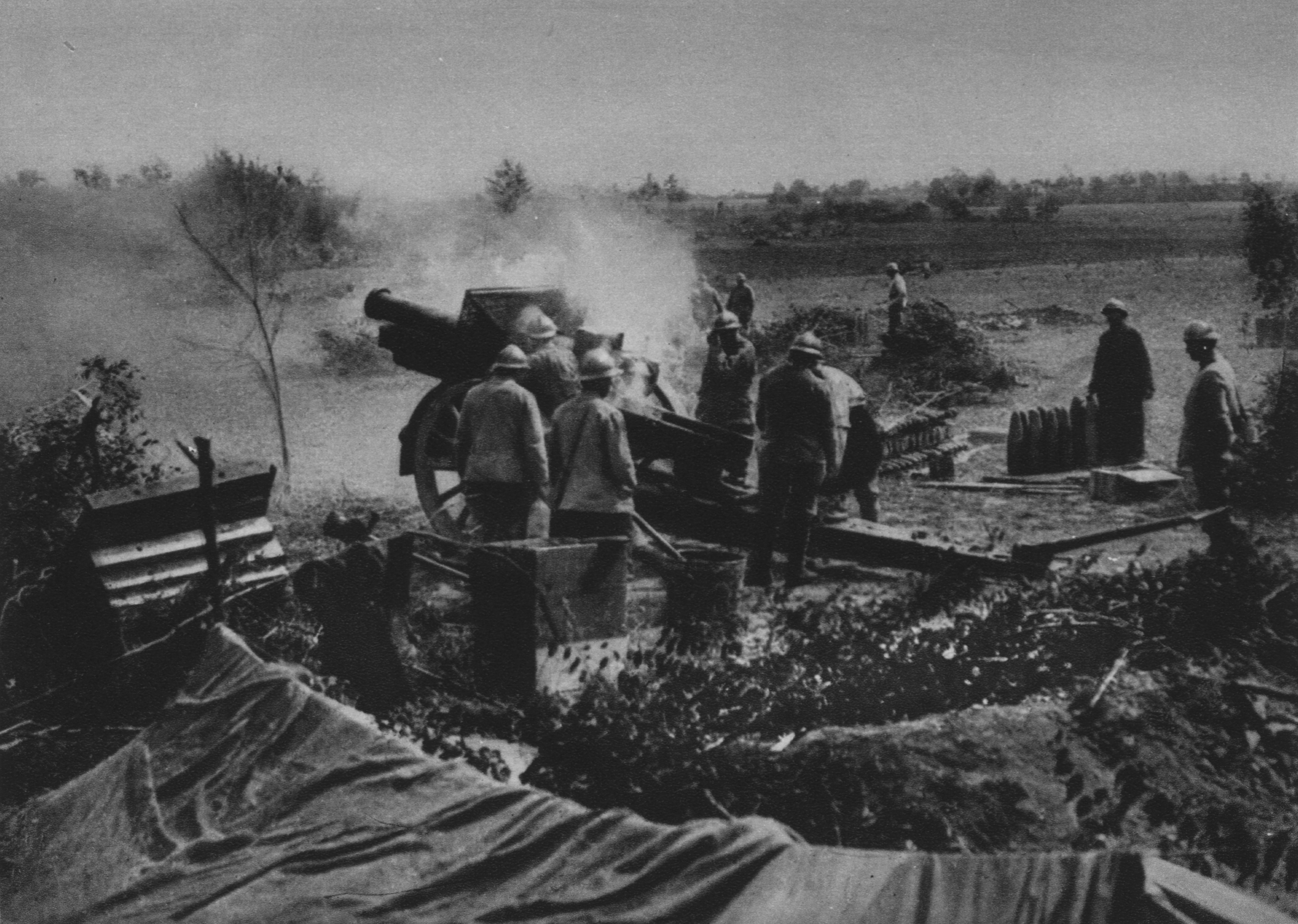

El següent diagrama mostra les poblacions més properes.